# Josué Villafranca
Josué Isaias Villafranca Quiñónez, noto semplicemente come Josué Villafranca (Danlí, 16 dicembre 1999), è un calciatore honduregno, attaccante del Vida.

## Caratteristiche tecniche
È un centravanti.

## Carriera

### Club
Ha giocato nella prima divisione honduregna. Con il Motagua ha giocato anche 2 partite in CONCACAF League.

### Nazionale
Con la nazionale Under-20 honduregna ha preso parte al campionato mondiale di calcio Under-20 2019.